# Имя ветра
«Имя ветра» (англ. The Name Of The Wind), также известный как «Хроника убийцы короля: День первый» (англ. The Kingkiller Chronicle: Day One) — роман в жанре героического фэнтези, написанный американским писателем Патриком Ротфуссом. Это первая книга фэнтезийной трилогии «Хроника убийцы короля», за которой следует «Страхи мудреца». Впервые был опубликован 27 марта 2007 года издательством DAW Books.

## История написания
Во время учебы на степень бакалавра искусств Ротфусс начинает работать над большим фэнтезийным романом под названием «Песнь Огня и Грома» (англ. The Song of Flame and Thunder). Через два года, по завершении работы над романом, Патрик отсылает его в несколько  издательств, но роман везде отклоняют. В 2002 он выигрывает конкурс «Писатель Будущего» с рассказом «Дорога на Левиншир» (англ. The Road to Levinshir), являющимся частью романа «Страхи мудреца».
Через какое-то время права на роман покупает издательство DAW Books. Сам роман включают в цикл «Хроника убийцы короля» из трех частей и издают под названием «Имя ветра» в 2007 году.

## Аннотация
Однажды юный Квоут, эдема руэ, актёр из бродячей труппы и ученик арканиста, услышал от своего отца о чандрианах — странных и страшных демонах, то ли реальных существах, то ли героях легенд и детских песенок-страшилок. Никто не догадывался, что песня о них будет стоить родителям Квоута и всей труппе жизни, а его самого толкнёт на дорогу, полную приключений и опасностей. И кем бы он ни был — бродяжкой, студентом Университета или трактирщиком, — он будет разыскивать след ужасных существ, встреченных однажды ночью на пепелище, где сгорело его беззаботное детство.

## Награды и премии

### Лауреат
1. Лучшие книги года по версии SF Site, 2007 - Научно-фантастические / фэнтези книги - Выбор Читателей. 1-е место[3]
2. Книжная премия «Перо», 2007 - Научная фантастика / фэнтези / хоррор[4]
3. Список рекомендованного чтения от Американской библиотечной ассоциации, 2008 - Фэнтези[5]
4. Премия «Алекс», 2008[6]
5. Немецкая фантастическая премия, 2009 - Переводной роман[7]

### Номинант
1. Локус, 2008 - Дебютный роман[8]
2. Мемориальная премия Комптона Крука, 2008 - Дебютный роман[9]
3. Премия Жюли Верланже, 2010 - Роман (США)[10]
4. Литературная премия «Хатафи-Кибердарк», V (2010) - Зарубежный роман (США)
5. Большая премия Воображения, 2010 - Роман, переведённый на французский
6. Премия Игнотуса, 2010 - Зарубежный роман (США)
7. Финская премия «Звезда фэнтези», 2011 - Книга фэнтези (США)
8. Премия Геффена, 2012 - Переводная книга фэнтези (США)
9. Премия Иктинью, 2012 (IV) - Роман, переведённый на каталанский (США)

## Рецензии
The London Times:
Повествование напомнило мне об Урсуле Ле Гуин, Джордже Р. Р. Мартине и Дж. Р. Р. Толкине, но ни разу у меня не возникло чувство, что Ротфусс кому-то подражает. Как и писатели, которыми он явно восхищается, он - старомодный рассказчик, работающий с традиционными элементами, но со своим собственным голосом. Уже несколько лет не было новой фэнтэзи-серии, которая бы меня так захватила. Уверен, эта книга станет классикой.
San Francisco Chronicle:
Не просто обыкновенное фэнтэзи, полное бесцельных квестов и раздутой драмы. Скорее прекрасно сложенная история взросления, полная юмора, действия и, время от времени, магии.
Урсула К. Ле Гуин, автор бестселлера «Волшебник Земноморья»:
Редкое и большое удовольствие найти автора, который пишет так (как Патрик Ротфусс), не только с замечательной точностью языка, которая, на мой взгляд, совершенно необходима для создания фэнтэзи, но и с настоящей музыкой, звучащей в словах... ах, радость!

## В массовой культуре
- Финская симфоник-метал-группа Nightwish написала и исполнила песню под названием «Edema Ruh» для своего альбома Endless Forms Most Beautiful (2015).
- Электро-поп-группа Shaed названа в честь плаща главного героя, сотканного из теней и лунного света.
- Драккус из настольных игр King of Tokyo и King of New York - игровой монстр, выпущенный в качестве специального рекламного персонажа для GenCon.